# Santiago Miahuatlán
Santiago Miahuatlán là một đô thị thuộc bang Puebla, México. Năm 2005, dân số của đô thị này là 18486 người.